# 失透
失透（しっとう、英語: devitrification）は、形式的に結晶を含まない（アモルファス）ガラスの結晶化の過程である。「失透」という用語は結晶化により文字通り透明性を失うことを意味している。

## ガラス工芸における失透
失透はガラス工芸で起こる。溶融ガラスの加熱処理中に、ガラスの表面に白っぽい膜、クレージング、しわが発生し、滑らかな光沢が失われてしまう。これは、ガラス中の分子が結晶個体中の構造へと変化するためである。この状況は通常望ましくないものの、ガラス工芸では失透を意図的な芸術技法として使うことも可能である。
失透の原因の1つとして、高温に長く置き過ぎることが挙げられる。これによって結晶の核生成が起こる。焼成前にガラスの表面上や窯内部にちりのような異物が存在することで、結晶が容易に伝播できる核生成点が生じうる。ガラスの化学組成の中には失透に対してより脆弱なものがある。例えば、石灰含量が高いことはこの条件を誘導する因子となりうる。一般に、不透明度ガラスは、ガラス中に結晶が存在するため容易に失透しうる。
失透を避ける技術には、ガラス表面のちりや望ましくない残留物の洗浄、焼なまし温度に達したらすぐに冷却することなどがある。

## 地質学における脱ハリ化
地質学では "devitrification" の訳語として「脱ハリ化」あるいは「脱ガラス化」という用語が使われる。
一般的な意味において、マグマからのいかなる結晶化も脱ガラス化と見なすことができるが、この用語は最も一般的には黒曜石といったガラス状岩石中での球状系珪長質物質（スフェルライト）の形成に対して使われる。
ガラス物質から結晶化物質への変換過程が脱ガラス化と呼ばれる。スフェルライトはこの過程の証拠である。パーライトは膨張が原因のガラスの水和によって生じ、必ずしも脱ガラス化が原因ではない。

## グラスウール
失透は高温用途で使われているグラスウールでも起こりうる。その結果、潜在的に発癌性のある鉱物粉末が形成される。